# Alberto Savinio
Alberto Savinio, pseudonimo di Andrea Francesco Alberto de Chirico (Atene, 25 agosto 1891 – Roma, 5 maggio 1952), è stato uno scrittore, pittore, drammaturgo e compositore italiano.

## Biografia
Nato in Grecia, terzo figlio dell'ingegnere ferroviario Evaristo de Chirico e Gemma Cervetto, fratello del pittore Giorgio e di Adele (primogenita, morta nel 1891), studiò pianoforte e composizione al conservatorio della sua città natale, dove si diplomò a pieni voti nel 1903.

### Monaco e Parigi
Alla morte del padre, nel 1905, la famiglia, dopo brevi soggiorni a Venezia e Milano, si trasferì a Monaco di Baviera, dove giunse probabilmente nell'ottobre del 1906.
Per un breve periodo Andrea de Chirico studiò contrappunto con Max Reger, e s'impegnò nello studio del pensiero di Otto Weininger, Arthur Schopenhauer e Friedrich Nietzsche.
A causa dell'insuccesso delle sue composizioni, si trasferì nel 1911 a Parigi, dove fece la conoscenza di molti esponenti delle avanguardie artistiche come Pablo Picasso, Blaise Cendrars, Francis Picabia, Jean Cocteau, Max Jacob e Guillaume Apollinaire.
Dall'inizio del 1914 si presentò sotto lo pseudonimo di Alberto Savinio. Pubblicò Les chants de la mi-mort nel numero 3 (giugno/agosto 1914) della rivista Les Soirées de Paris sotto tale nome.

### Ferrara, Salonicco, Roma

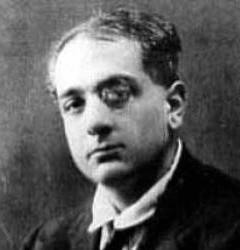
Un giovane Alberto Savinio.

Nel 1915 tornò in Italia insieme al fratello Giorgio. Soggiornarono a Firenze e, arruolati nell'esercito italiano, furono destinati al 27º reggimento di fanteria a Ferrara, dove avevano già un contatto con il circolo artistico di Filippo de Pisis e Carlo Carrà. Nel 1916 per sottrarsi all'isolamento e alla noia della vita militare infittisce i rapporti con Giovanni Papini e Ardengo Soffici e inizia a collaborare a "La Voce" di Giuseppe De Robertis, dove appaiono a puntate i primi capitoli di Hermaphrodito. Nel 1917 venne inviato come interprete a Salonicco, sul fronte macedone.
Dopo la fine della prima guerra mondiale fu trasferito a Milano e dal 1923 si stabilì a Roma, dove già aveva pubblicato testi teoretici e narrativi, soprattutto in riviste come "Valori plastici" e "La Ronda". Nel 1924 fu tra i fondatori della "Compagnia del Teatro dell'Arte", diretta da Luigi Pirandello, per la quale scrisse (senza metterlo in scena) Capitano Ulisse.

### Il secondo periodo parigino
Due anni dopo sposò Maria Morino, un'attrice della compagnia teatrale di Eleonora Duse, che era sorella di Jone Morino, e da cui ebbe Angelica (1928-2020) e Ruggero (1934-2025). Quest'ultimo ha seguito le orme del padre diventando un affermato pittore, mentre la sorella Angelica è stata una gallerista d'arte contemporanea a Roma, con la Galleria "Il Segno", di grande rilievo. La galleria continua tutt'oggi (2018) la sua attività condotta dalla figlia di Angelica, Francesca Antonini, che ne ha mutato il nome in "Francesca Antonini Contemporary Art". Nel 1927 si trasferì con la moglie a Parigi, dove si dedicò alla pittura.

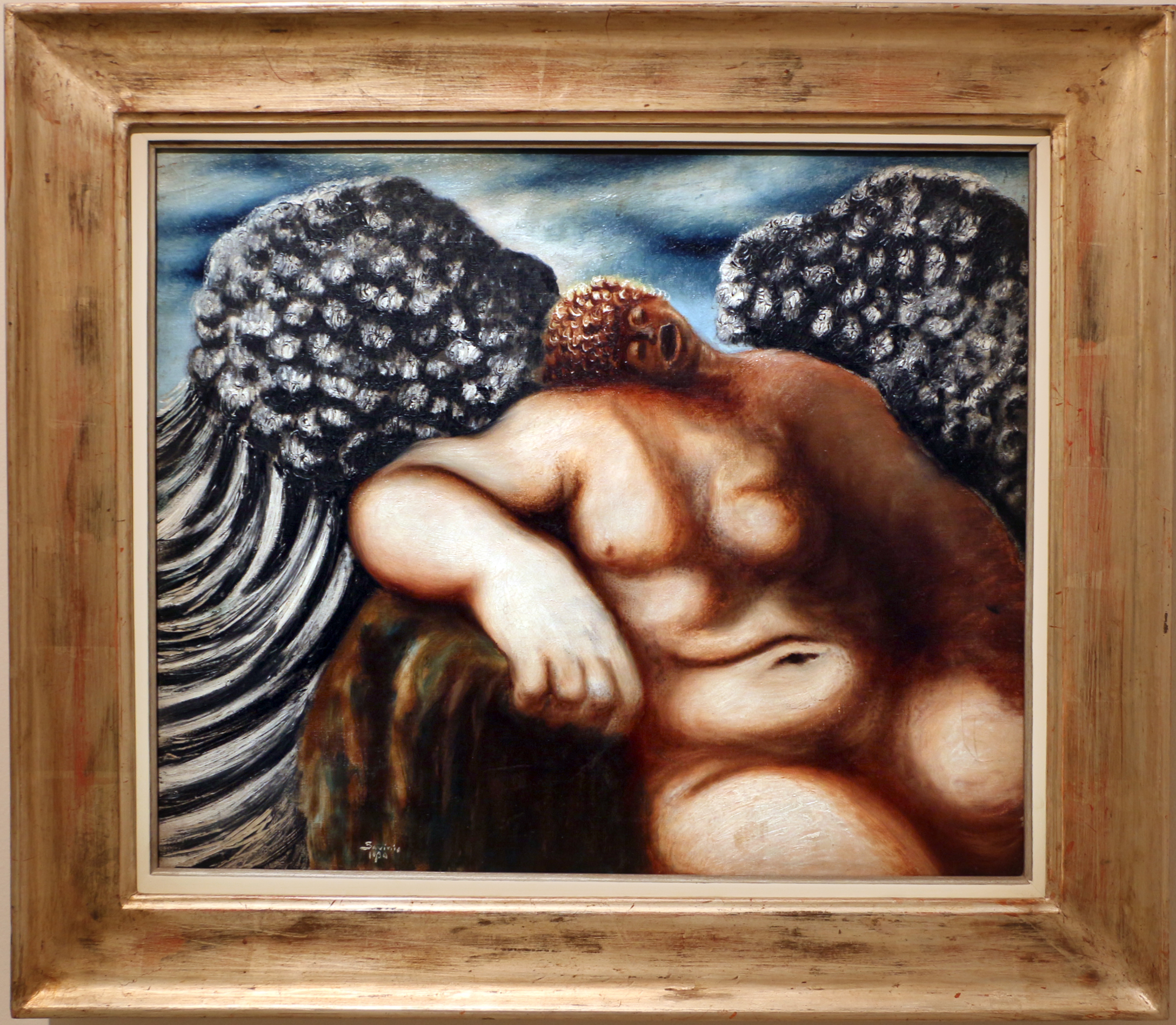
Alberto Savinio, Un ange endormi, 1930, Mart

### Il ritorno in Italia
Tornato definitivamente in Italia nel 1933, fu collaboratore del quotidiano "La Stampa" con una rubrica, “Torre di guardia” (1934-1940). Inoltre fu animatore delle riviste "Colonna" e "Il Broletto" (pubblicato a Como), che si occupavano anche di architettura. Dal 1934 si trasferì a Roma. Nel 1938, André Breton lo incluse (unico italiano) nell'Anthologie de l'humour noir. Nella capitale collaborò fra l'altro al settimanale Omnibus di Leo Longanesi, per cui scrisse nel 1939 un pezzo di satira sulla golosità di Leopardi a Napoli (Il sorbetto di Leopardi) che suscitò le proteste delle autorità partenopee che portarono alla chiusura della rivista. Strinse una fraterna amicizia con l'artista ravennate Enrico Galassi, che gli progettò al Poveromo, in Versilia, una casa di vacanza, ricordata più volte nei suoi scritti.

### Guerra e dopoguerra
A partire dal 1941 si avvicinò a Valentino Bompiani, suo editore di riferimento, entrando in un sodalizio di intellettuali che annoverava anche Corrado Alvaro, Massimo Bontempelli e Giacomo Debenedetti. 
Nell'autunno del 1943, avendo appreso che il suo nome era stato inserito in una lista di sospetti antifascisti, fu costretto a nascondersi.
Europeista convinto, alla fine del conflitto proseguì l'attività di critico culturale sulle colonne del Corriere della Sera, ottenendo il Premio Saint-Vincent per il giornalismo nel 1949.
Lavorò anche come drammaturgo e regista, scrivendo egli stesso opere e drammi per il teatro. Nel 1951 scrisse la "tragicommedia mimata e danzata" Vita dell'uomo, allegoria dell'esistenza umana su una musica ispirata allo stile di Schumann. Nel 1952 propose per il Maggio Musicale Fiorentino una celebre messinscena dell'Armida di Rossini con Maria Callas, curando anche scenografie e costumi.
Nel 1955, poco dopo la sua morte, gli viene dedicata una mostra retrospettiva nell'ambito della VII Quadriennale di Roma curata dal fratello, il pittore Giorgio de Chirico.

## Poetica e ideologia
La sua arte si caratterizza per alcune tendenze particolari: il gusto del fantastico, dell'ignoto e della compenetrazione uomo-animale; lo smascheramento degli autoinganni e delle certezze borghesi; la tendenza alla parodia (specie di soggetti mitologici), all'ironia e al citazionismo. Queste ultime componenti lo differenziano in maniera decisiva dalle tonalità più radicali dell'avanguardia di primo Novecento. Si oppose per esempio al credo futurista della distruzione dei musei, o alla moda surrealista della scrittura automatica. Importante nella sua cultura fu il riferimento alla grecità classica, e per questo viene spesso definito "surrealista mediterraneo" (a differenza del surrealista "nordico" Landolfi).
Da un punto di vista letterario praticò soprattutto forme brevi o miste e comunque sperimentali, trascurando il romanzo. Hermaphrodito, il suo libro d'esordio, alterna prosa e poesia, italiano e francese, stile aulico e disfemismi, mescolando generi e toni assai diversi fra loro (lirico, visionario, drammatico, narrativo, oratorio). I pochi romanzi della sua produzione (La casa ispirata, Tragedia dell'infanzia e Angelica o la notte di Maggio) hanno anch'essi una struttura molto particolare, con una trama poco rigorosa e forti effetti di tipo ironico o surreale. Nella maturità si dedicò al progetto (incompiuto) della Nuova enciclopedia, che doveva rielaborare articoli già usciti in rivista. Predilesse anche la biografia (Narrate, uomini, la vostra storia, il libro che gli procurò maggior successo editoriale, conteneva scritti dedicati alla vita di Nostradamus, Eleutherios Venizelos, Felice Cavallotti, Paracelso, Arnold Böcklin, Jules Verne, Vincenzo Gemito, Carlo Collodi, Antonio Stradivari, Guillaume Apollinaire, Giuseppe Verdi, Lorenzo Mabili, Cayetano Bienvenida, Isadora Duncan) e il reportage di viaggio (Dico a te, Clio, dedicato all'Etruria e agli Abruzzi, e Ascolto il tuo cuore, città, dedicato a Milano e al Veneto).
Sul piano politico, esordì manifestando idee fortemente antisocialiste e belliciste durante la prima guerra mondiale. Fra le sue pagine torna spesso la critica alla democrazia e all'egualitarismo, colpevoli a suo dire di aver ingrigito e banalizzato l'arte. Durante il fascismo, dopo una prima fase di vicinanza al regime (collaborerà alla rivista di Asvero Gravelli Antieuropa e al Lavoro fascista negli anni trenta, dedicando fra l'altro alcuni reportage alle recenti bonifiche nell'Agro Pontino), se ne allontanò a partire dal 1939. Non farà infatti parte del periodico "Primato" voluto da Giuseppe Bottai. Dopo l'8 settembre rese sempre più esplicite le sue idee liberali ed europeiste, sostenendo fra l'altro la repubblica al referendum istituzionale del 1946.

## Opere letterarie
- Hermaphrodito, Firenze: Libreria della Voce, 1918; Milano: Garzanti, 1947; Torino: Einaudi, 1974;
- La casa ispirata, Lanciano: G. Carabba, 1925; Milano: Adelphi, 1986
- Angelica o la notte di maggio, Milano: G. Morreale, 1927; Milano: Rizzoli, 1979, introduzione di Enzo Siciliano
- Capitan Ulisse, Roma: Novissima, 1934; a cura di Alessandro Tinterri, Milano: Adelphi, 1989
- Tragedia dell'infanzia, Roma: Edizioni della Cometa, 1937; Firenze: Sansoni, 1945; Torino: Einaudi, 1978; Milano: Adelphi, 2001.
- Achille innamorato. Gradus ad Parnassum, Firenze: Vallecchi, 1938; Milano: Adelphi, 1993.
- Drammaticità di Leopardi, in AA.VV., Giacomo Leopardi, a cura di J. De Blasi, Firenze, Sansoni, 1938; Roma: Edizioni della Cometa, 1980.
- Seconda vita di Gemito, Roma Libreria internazionale "Modernissima", 1938-XVI.
- Dico a te, Clio, Roma: Edizioni Della Cometa, 1940; Firenze: G. C. Sansoni, 1946; Milano: Adelphi, 1992
- Leo Longanesi, Milano: U. Hoepli, 1941
- Infanzia di Nivasio Dolcemare, Milano: Mondadori, 1941; Torino: Einaudi, 1973; a cura di Alessandro Tinterri, Milano: Adelphi, 1998.
- Narrate, uomini, la vostra storia, Milano, Adelphi, Bompiani, 2013.1984.1944, OCLC 938643296. I ed., Bompiani, 1942.
- Casa "La Vita", Milano: Bompiani, 1943; Milano: Adelphi, 1988
- Ascolto il tuo cuore, città, Milano: Bompiani, 1944; Milano: Adelphi, 1984
- La nostra anima, Roma: Documento, 1944; Milano: L. Ferriani, 1960; Milano: Adelphi, 1981
- Sorte dell'Europa, Milano: Bompiani, 1945; Milano: Adelphi, 1977
- Introduction à une vie de Mercure (1945)
- Souvenirs, Roma: Nuove edizioni italiane, 1945; Palermo: Sellerio, 1976; Nota di Eugenia Maria Rossi, Milano, Adelphi, 2019
- I miei genitori, disegni e storie di Alberto Savinio, (1945)
- Tutta la vita, Milano: Bompiani, 1945[10]; Milano: Adelphi, 2011 	ISBN 978-88-459-2584-9
- Alcesti di Samuele, Milano: Bompiani, 1949; Milano: Adelphi, 1992.
- Orfeo vedovo - opera in un atto (insieme a Morte dell'aria di Toti Scialoja - tragedia e Il tenore sconfitto di Vitaliano Brancati - farsa musicale), Gli spettacoli dell'Anfiparnaso, Roma 1950
- L'angolino, Roma: Edizioni "Pagine nuove", 1950.

### Opere pubblicate postume
- Scatola sonora, Milano: Ricordi, 1955; introduzione di Luigi Rognoni, Torino: G. Einaudi, 1988; con un saggio di Mila De Santis, a cura di F. Lombardi, Collana La Cultura, Milano: Il Saggiatore, 2017.
- Maupassant e l'altro, Milano: Il Saggiatore, 1960; Milano: Adelphi, 1975
- Vita dei fantasmi, a cura di Vanni Scheiwiller, Milano: All'insegna del pesce d'oro, 1962
- Nuova enciclopedia, Milano: Adelphi, 1977-2017.
- Torre di guardia, a cura di Leonardo Sciascia e con un saggio di Salvatore Battaglia, Palermo: Sellerio, 1977
- Il signor Dido, Milano: Adelphi, 1978 [contiene racconti pubblicati sul Corriere della Sera fra il 1949 e il 1952]
- Vita di Enrico Ibsen, Milano: Adelphi, 1979
- Il sogno meccanico, Milano: Libri Scheiwiller, 1981
- Palchetti romani, Milano: Adelphi, 1982 [contiene le cronache teatrali scritte per il settimanale «Omnibus» fra il 1937 e il 1939]
- Capri Milano: Adelphi, 1988 (inedito, scritto nel 1926)
- Introduzione a una vita di Mercurio, a cura di Maurizio Enoch, Brescia: L'Obliquo, 1990
- Alcesti di Samuele e atti unici, a cura di Alessandro Tinterri, Milano: Adelphi, 1991 [contiene Il suo nome, La famiglia Mastinu, Alcesti di Samuele, Emma B. vedova Giocasta]
- Partita rimandata. Diario Calabrese, a cura di Vittorio Cappelli, prefazione di Giuseppe Leonelli, Firenze: Giunti, 1996; introduzione e cura di Vittorio Cappelli, Soveria Mannelli: Rubbettino, 2008 [ edizione critica di testi pubblicati nel 1948 sul Corriere d'Informazione, L'Illustrazione Italiana e Omnibus, che ricorre alla lettura dei manoscritti ritrovati nelle Carte Savinio, depositate nell'Archivio Contemporaneo Alessandro Bonsanti, presso il Gabinetto Viesseux, Firenze ]
- Dieci processi, a cura di Gabriele Pedullà, Palermo: Sellerio, 2003 [contiene testi pubblicati sulla rivista "I rostri" fra il 1932 e il 1935]
- La nascita di Venere: scritti sull'arte, a cura di Giuseppe Montesano e Vincenzo Trione, Milano: Adelphi, 2007 [raccoglie scritti pubblicati sulla rivista "Valori plastici" fra il 1918 e il 1921]
- Gli uomini di pensiero tornano alla bicicletta, Milano: Henry Beyle, 2013.
- Vite di Mercurio, introduzione di Silvio Perrella, Santa Maria Capua Vetere: Edizioni Spartaco, 2023.

### Raccolte
- Opere: scritti dispersi tra guerra e dopoguerra (1943-1952), a cura di Leonardo Sciascia e Franco De Maria, Milano: Bompiani, 1989
- Opere, volume I: Hermaphrodito e altri romanzi, a cura di Alessandro Tinterri, introduzione di Alfredo Giuliani, Milano: Adelphi, 1995
- Opere, volume II: Casa «la Vita» e altri racconti, a cura di Alessandro Tinterri e Paola Italia, Milano: Adelphi, 1999
- Opere, volume III: Scritti dispersi: 1943-1952, a cura di Paola Italia, con un saggio di Alessandro Tinterri, Collana La Nave Argo, Milano, Adelphi, 2004  [Classici Bompiani, 1989]. [edizione aumentata di 20 testi]
- Refusi. Scritti sull’errore tipografico, a cura di Antonio Castronuovo, Roma, Elliot, 2025.

### Traduzioni
- Brantôme, Le dame galanti, 1937. - Milano, Adelphi, 1982.
- Guy de Maupassant, Venti racconti con Lui e l'altro. Racconti "bianchi, Racconti "neri", Racconti della "pazzia", traduzione di con Anna Maria Sacchetti, Roma, Documento, 1944. - Milano, Adelphi, 2004.

### Epistolari
- Valentino Bompiani-Alberto Savinio, Scrivere fino in fondo. Lettere 1941-1952, A cura di Francesca Cianfrocca, Collana Overlook, Milano, Bompiani, 2019, ISBN 978-88-301-0086-2.

## Composizioni musicali
- Persée, balletto (1913)
- Deux amours dans la nuit, balletto (1913)
- La Mort de Niobé, "tragedia mimica" per coro, tre pianoforti e strumenti (1913)
- Les chants de la Mi-Mort, opera lirica in un atto (1914)
- Les Chants de la Mi-Mort", Suite per pianoforte (1914)
- Vita dell'uomo, balletto (1948)
- Agenzia Fix, opera radiofonica (1950)
- Cristoforo Colombo, opera radiofonica (1952)
- Serenata per pianoforte